# Martainville-Épreville
Martainville-Épreville è un comune francese di 737 abitanti situato nel dipartimento della Senna Marittima nella regione della Normandia.

## Società

### Evoluzione demografica
Abitanti censiti